# Khắc Huề
Khắc Huề (sinh năm 1944) là một nghệ sĩ vĩ cầm, chỉ đạo nghệ thuật người Việt Nam. Ông là nghệ sĩ vĩ cầm đầu tiên tại Việt Nam được phong tặng danh hiệu Nghệ sĩ ưu tú (năm 1984). Khắc Huề đặc biệt nổi tiếng với vai trò chỉ đạo nghệ thuật nên câu nói "chỉ đạo nghệ thuật Khắc Huề" đã trở thành câu nói quen thuộc của nhiều người dân Việt Nam.

## Thân thế
Khắc Huề tên đầy đủ là Nguyễn Khắc Huề, sinh ngày 19 tháng 12 năm 1944. Nguyên quán của ông ở Kim Động, Hưng Yên. Khắc Huề vốn sinh ra trong một gia đình có niềm đam mê văn học nhưng ông chọn đi theo con đường âm nhạc. Ngay từ năm 16 tuổi, Khắc Huề đã độc tấu vĩ cầm tác phẩm “Đường về thôn” của nhạc sĩ Đào Việt Hưng cho Đài Tiếng nói Việt Nam thu thanh.

## Sự nghiệp
Khắc Huề từng tốt nghiệp chuyên ngành vĩ cầm tại Nhạc viện Hà Nội. Năm 1968, trong khoảng thời gian chiến tranh Việt Nam, Khắc Huề dẫn đoàn nghệ thuật xung kích của Nhà hát Nhạc vũ kịch Việt Nam vào chiến trường. Cầu Hiền Lương khi đó là giới tuyến quân sự ngăn cách hai miền Nam – Bắc của Việt Nam. Bị máy bay trinh sát L19 phát hiện, rồi bom đạn cấp tập dội xuống, cả đoàn phải xuống địa đạo trú ẩn. Không may, hộp đựng đàn của ông dính mảnh bom, cây vĩ cầm chỉ còn lại một dây. Đấy cũng là thời khắc có người lính bị thương rất nặng khó qua khỏi. Theo yêu cầu của người thương binh ấy, Khắc Huề đã tấu trọn bài "Câu hò bên bờ Hiền Lương" trên cây đàn còn duy nhất sợi dây này.
Năm 1975, Khắc Huề đang công tác và giảng dạy trên Mèo Vạc, Hà Giang thì ông nhận được tin miền Nam hoàn toàn giải phóng. Ông được lệnh biểu diễn tại thành phố Sài Gòn mới tiếp quản. Những người dân vùng mới giải phóng đã ngạc nhiên khi nghe Khắc Huề cùng Dàn nhạc Giao hưởng Nhà hát Nhạc vũ kịch Việt Nam biểu diễn bản concerto cho vĩ cầm cung Mi thứ của Mendelssohn.
Ông được Nhà nước Việt Nam cử đi thực tập ở Budapest (Hungary) từ năm 1978 đến 1982. Đến năm 1980, khi đi học ở Hungary về, ông bắt đầu đến với con đường chỉ đạo nghệ thuật. Với mong muốn để cán bộ, diễn viên của Nhà hát Nhạc Vũ kịch Việt Nam có đời sống khá hơn trong thời bao cấp, ông đã quyết định thành lập một đội biểu diễn với nhiều tiết mục như đơn ca, tốp ca, những bài dân ca quan họ, bài hát truyền thống dân tộc và cả những bài hát nước ngoài nổi tiếng để đi biểu diễn ở khắp 3 miền Việt Nam. Đi đến đâu đoàn nhạc của ông cũng treo băng rôn "Chỉ đạo nghệ thuật Khắc Huề" nên dần dần cái tên "Chỉ đạo nghệ thuật Khắc Huề" đã trở thành câu cửa miệng của giới nghệ sĩ và người yêu thích vĩ cầm tại Việt Nam. Trong hai năm 1985, 1986, ông đã 3 lần đưa đoàn nghệ thuật xung kích vào trại phong Quy Hòa (Bình Định) theo lời mời của Hội Chữ thập Đỏ và Tổ chức nhân đạo Quy Nhơn.
Đã có lúc ông định nghỉ hẳn nghề chỉ đạo nghệ thuật chuyển sang làm lãnh đạo Nhà hát Nhạc Vũ kịch Việt Nam nhưng vì nhớ nghề nên vào khoảng những năm cuối thập kỉ 80 của thế kỉ 20, ông đã quyết định tự lập ra chương trình “Khúc hát trữ tình” và chọn căn phòng nhỏ ở nhà số 51 phố Trần Hưng Đạo, Hà Nội làm nơi để thỏa niềm đam mê và say nghề của mình.  Chương trình ra đời đã đi vào đời sống người dân Hà Nội nhiều năm qua. Tại đây, khán phòng chưa đầy 100 chỗ ngồi nhưng vào mỗi dịp cuối tuần lại có nhiều khán giả đến xem. Nghệ sĩ vĩ cầm người Mỹ W.Bang đã từng sang làm phim và gặp gỡ nghệ sĩ Khắc Huề, trong đó hai người đã trao đổi và biểu diễn thành công những tác phẩm vĩ cầm của Việt Nam và quốc tế.
Ông là nghệ sĩ vĩ cầm Việt Nam đầu tiên được phong tặng danh hiệu nghệ sĩ ưu tú vào năm 1984. Khắc Huề còn nhận được Huân chương Kháng chiến hạng Ba cùng nhiều Huy chương Vàng từ những năm 1963 trở đi với các tác phẩm Việt Nam do ông biểu diễn.

## Đánh giá
Khắc Huề tuy là nghệ sĩ vĩ cầm nhưng ông vốn nổi tiếng hơn với vai trò là chỉ đạo nghệ thuật. Báo chí Việt Nam cho rằng nhiều sự việc không liên quan đến nghệ thuật, nhưng người ta vẫn áp dụng câu nói "Chỉ đạo nghệ thuật: Khắc Huề". Câu nói còn trở nên quen thuộc của nhiều người Việt Nam. Cái tên này cũng giúp ông làm nên được "thương hiệu" riêng mình.

## Đời tư
Khắc Huề kết hôn với nghệ sĩ Thúy Nga. Con trai cả của ông là Khắc Quân, một vũ công Nhà hát Nhạc vũ kịch cũng là nghệ sĩ vĩ cầm du học và định cư bên Mỹ. Ông còn có người cháu gọi bằng bác Nguyễn Xinh Xô cùng nhiều những người cháu ruột khác như: Khắc Uyên (nhạc trưởng ở Anh), Sầm Thi ở Mỹ, từng làm giảng viên vĩ cầm tại Nhạc viện Hà Nội. Ông còn người em trai là nghệ sĩ Khắc Hoan, là bố của nữ diễn viên Vi Cầm.